# Bikeri
Bikeri Körösladánytól délkeletre eső határrész, ahol 9 régészeti lelőhely található. A lelőhelyeken található leletanyag mutatja, hogy e területen a újkőkortól (i. e. 5000-2900-ig) kezdődően, a késő középkorig (i. sz. 1301–1700-ig) folyamatosan emberi lakhelyül szolgált.
Szarmata-kori (időszámításunk kezdetétől – i. sz. 400-ig) cserépedény és más használati tárgyak töredékei kerültek elő. A kőrézkorból (i. e. 3000–1900-ig) vékony falú edények töredékei, valamint agyagból készített emberfigurák kerültek a felszínre. A bronzkorból (i. e. 1900-1200-ig) cserépedények töredékeit találták meg a régészek. Különösen sok lelet került elő a 7/53 származású lelőhelyről.
Erről a következőket írja 1972-ben Maráz Borbála régész a „Békés megye régészeti topográfia. Szeghalmi járás” című munka 111. oldalán:

„„(…), meredeken kiemelkedő dombháton néhány középső bronzkori és Szarmata-kori cserépen kívül késő középkori településre utaló leleteket találtunk a frissen szántott felszínen. A nagy mennyiségű állatcsont, patics és téglatörmelék mellett két Árpád-kori edénytöredéket, valamint késő középkori, erősen profilállt edényperemeket és sávos vörös festésű cserepeket gyűjtöttünk. A leletanyagban nagy számban fordul elő a XVII-XVIII. századra datálható vékony, vonalas festéssel díszített és sávos besimítású, füstölt fekete kerámia is.” Majd így folytatja: „A lelőhelyet a középkori Fás (Fas, Faas) faluval azonosíthatjuk. Nevét a fával, azaz mocsári erdővel benőtt mocsárról kapta.””